# María Vallet-Regí

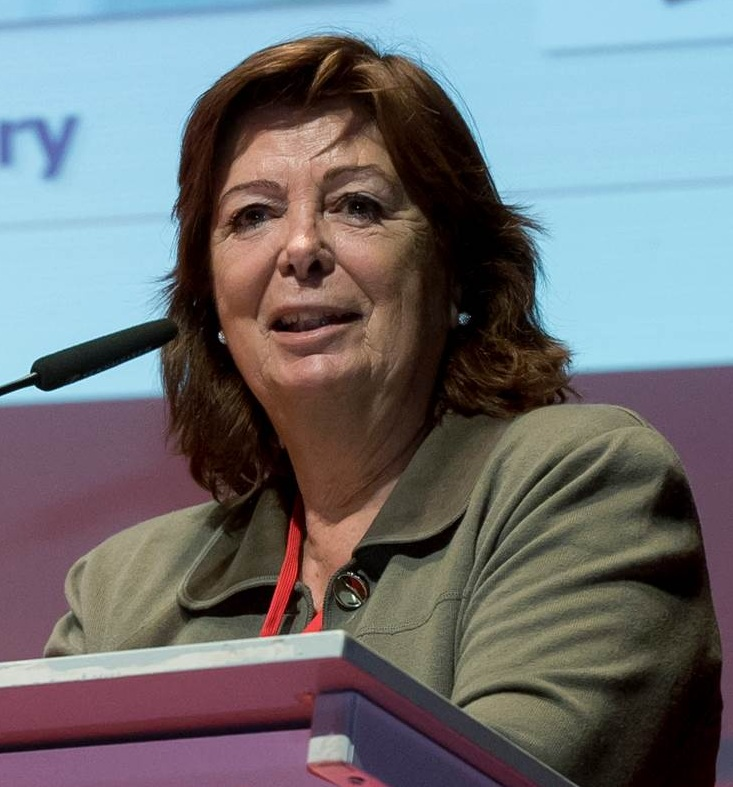
Maria Vallet Regí

Maria Vallet (* 19. April 1947 in Las Palmas de Gran Canaria, Spanien) ist eine spanische Chemikerin und Hochschullehrerin. Sie ist Professorin für anorganische Chemie und Vorsitzende der Forschungsgruppe Smart Biomaterials in der Abteilung für anorganische und bioanorganische Chemie der Fakultät für Pharmazie an der Universität Complutense Madrid. Sie gehört auf dem Gebiet der Biokeramiken, im Besonderen im Bereich siliziumbasierter mesoporöser Materialien für die Gentherapie und Transfektionen und des Tissue Engineerings zu den führenden internationalen Wissenschaftlerinnen.

## Leben und Werk

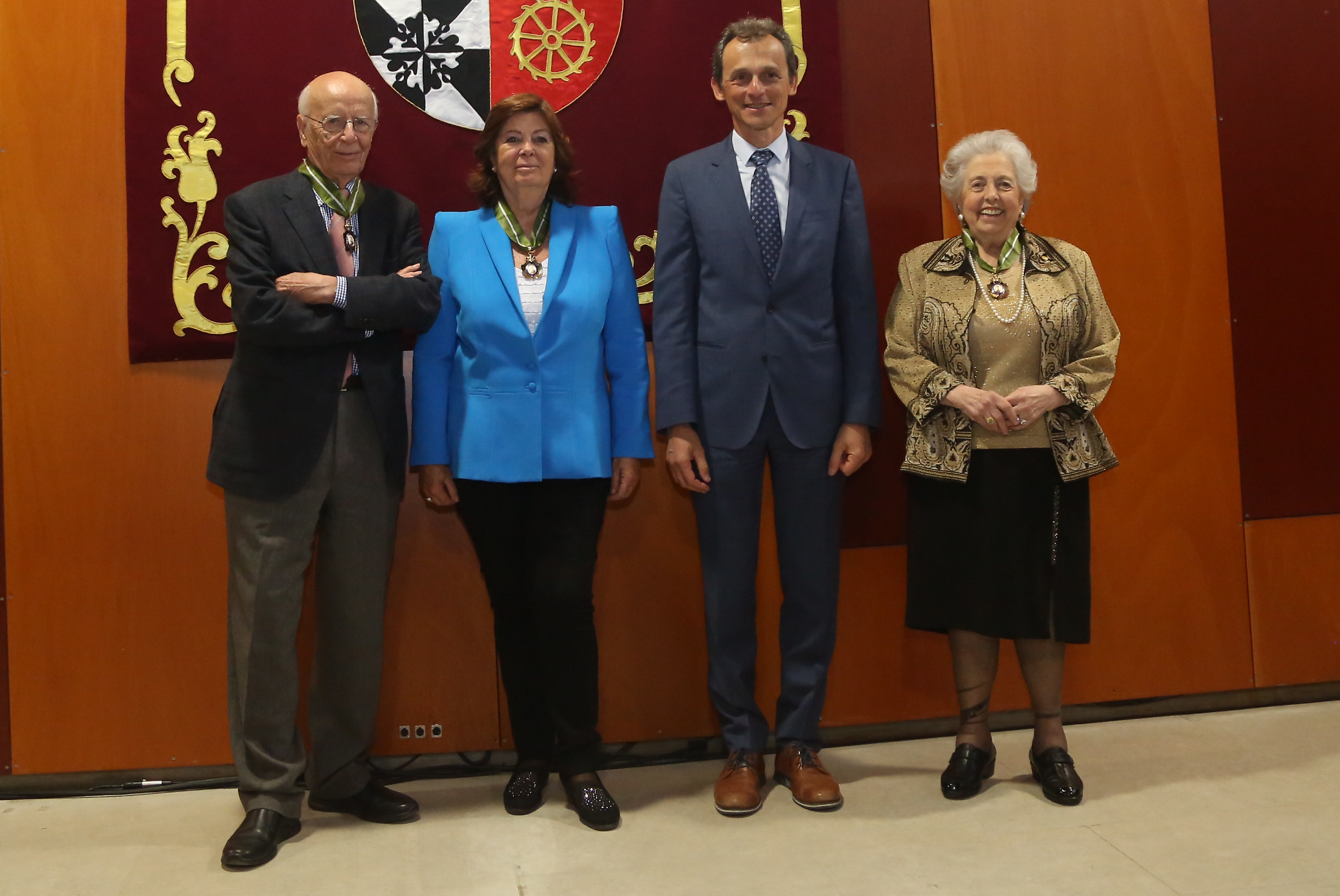
Vallet-Regí mit Emilio Lledó, Pedro Francisco Duque und Dolores Cabezudo bei der Verleihung der Verdienstmedaillen in Forschung und Hochschulbildung, Mai 2019

Vallet-Regí studierte Chemie an der Universität Complutense Madrid, wo sie 1964 ihren Bachelor of Science und 1969 den Master of Science erwarb. Sie promovierte 1974 an der gleichen Institution und forschte dann mit einem Post-Doctoral Fellowship am Genie Physique Laboratory des Grenoble INP, wo sie an Hexaferriten und deren Anwendung als Permanentmagnete arbeitete.

## Forschung
Nach ihrer Rückkehr nach Madrid erweiterte sie ihre früheren Arbeiten zur Entwicklung magnetischer Materialien und untersuchte Synthese-Struktur-Eigenschafts-Korrelationen. Ein Schwerpunkt lag auf der Entwicklung von Synthesemethoden und der Untersuchung von Zusammensetzungsvariationen, um Beziehungen zwischen Mikrostruktur und Ordnungs-Unordnungsphänomenen in solchen Materialien herzustellen. So gelang ihr beispielsweise die Herstellung von Bariumhexaferrit mit einer ausreichend kleinen Partikelgröße, um dessen Anwendungsspektrum auf magnetische Aufzeichnungen auszudehnen. Ihre Arbeit konzentrierte sich auch auf supraleitende Materialien in der Strukturfamilie der Perowskite.
Ihre Forschungsrichtungen änderten sich 1990, als sie einen Ruf als Professorin für Anorganische Chemie an der Fakultät für Pharmazie der Universität Complutense Madrid annahm, wo sie begann, ihre Kenntnisse der Materialchemie auf Anwendungen in keramischen Biomaterialien anzuwenden. Sie forschte nun mit Biomaterialien zur Verwendung in der Gewebezüchtung, einschließlich Calciumphosphaten, bioaktiven Gläsern und Glaskeramiken, Keramik-Polymer-Systemen, bioaktiven organisch-anorganischen Hybriden und mesoporösen Silikamaterialien. Im Jahr 2001 schlug sie erstmals neue Anwendungen von geordneten mesoporösen Silikamaterialien in der Gewebezüchtung vor.
Sie war Gastprofessorin am Institute of Inorganic Materials of Tsukuba in Japan und an der Universität Stockholm. Sie veröffentlichte mehr als 500 Artikel und 20 Bücher und besitzt mehrere Patente. Sie hat weltweit Vorträge über ihre Forschung gehalten und an mehr als 300 internationalen Kongressen teilgenommen. Im April 2022 betrug ihr h-Index 109.
Vallet-Regí wurde im Alter von 32 Jahren mit drei Kindern Witwe.

## Auszeichnungen (Auswahl)
- 2000: Französisch-spanischer Preis der Société Française de Chimier
- 2008: RSEQ-Preis für anorganische Chemie
- 2008: Leonardo Torres Quevedo Nationaler Forschungspreis für Ingenieurwissenschaften[4]
- 2011: FEIQUE-Forschungspreis
- 2011: RSEQ 2011 Goldmedaille
- Ehrendoktorwürde der Universität des Baskenlandes
- 2013: „Miguel Catalán“-Forschungspreis
- 2015 Ehrendoktorwürde der Universität Jaume I[5]
- 2016: Chemistry Career Award der Lilly Foundation[6]
- 2018: Rey Jaime I-Preis für Grundlagenforschung
- 2018: Aufnahme in das Periodensystem der Wissenschaftlerinnen[7]
- 2019: Influentials Award, von El Confidencial und Herbert Smith Freehills[8]
- 2019: Medal of Research and University Merit
- 2021: Community of Madrid Research Award „Margarita Salas“
- 2021: Ehrendoktorwürde der Universitat Rovira i Virgili
- 2021: Ehrendoktorwürde der Universität Murcia

## Mitgliedschaften (Auswahl)
- seit 1997:  Elected Honorary Member der Materials Research Society of India
- seit 2004: Fellow der Spanish Royal Academy of Engineering (RAI), Medal LII
- 2011: Fellow der Spanish Royal Academy of Pharmacy (RANF), Medal XLII
- seit 2012: International College of Fellows of Biomaterials Science & Engineering (ICF‐BSE)
- seit 2017: Fellow des American Institute for Medical and Biological Engineering (AIMBE)
- seit 2019: Honorary Academician der Royal European Academy of Doctors

### Institutionelle Aufgabenbereiche
- von 1999 bis 2003: Mitglied der “Science for peace steering group” der NATO
- seit 2009:  Member of Scientific advisory board (SAB) of EXSELENT der Universität Stockholm
- 2010: Evaluator of the National Research Program “Smart Materials” (NRP 62) of the Swiss National Science Foundation (SNSF) and Swiss Innovation Promotion Agency (CTI)
- von 2009 bis 2015: Advisor of the Materials for the Future Cluster. Project: “The University City of Moncloa: a Campus of International Excellence in the City of Madrid”. UCM
- seit 2014:  Member of the International Scientific Committee of Basque Center for Materials Applications & Nanostructure
- Mitglied der Spanish Royal Society of Chemistry (R.S.E.Q.), Vizepräsidentin von 1999 bis 2007

## Veröffentlichungen (Auswahl)
- mit Miguel Manzano García, Montserrat Colilla:  Biomedical Applications of Mesoporous Ceramics. Taylor & Francis Ltd, 2019, ISBN 978-0-367-38060-1.
- Bio-Ceramics with Clinical Applications. John Wiley & Sons, 2014, ISBN 978-1-118-40673-1.
- Introducción a la química bioinorgánica. Sintesis, 2003, ISBN 978-84-9756-073-3.